# Аш-Шурта (Багдад)
«Аш-Шурта» (араб. ننادي الشرطة الرياضي, укр. Спортивний клуб поліції) — іракський спортивний клуб з міста Багдад, що базується в районі Русафа. У складі клубу є команди з 18 різних видів спорту, більше, ніж у будь-якого іншого іракського клубу — футбол, баскетбол, гандбол, волейбол, пляжний волейбол, футзал, легка атлетика, стрільба з лука, бодібілдінг, бокс, шахи, дзюдо, кінний спорт, плавання, тхеквондо, водне поло, важка атлетика, боротьба. Втім найдавніша і найвідоміша секція клубу — футбольна команда, яка була заснована в 1932 році під назвою «Монтахаб Аль-Шорта», і вони є третім найстарішим існуючим футбольним клубом в країні.
«Аш-Шурта» вважаються однією з найкращих футбольний команд Іраку, вони є єдиною діючою командою країни, яка коли-небудь виграла будь-яке головне міжнародне змагання, вигравши Кубок арабських чемпіонів в 1982 році. Крім цього арабські ЗМІ зазвичай вважають «Аш-Шурту» переможцями Азійського клубного чемпіонату 1971 року. Вони виграли всі ігри турніру на шляху до фіналу турніру, але відмовилися зіграти у вирішальній грі із ізраїльським клубом «Маккабі» (Тель-Авів) на знак протесту проти ізраїльської окупації Палестини, натомість розмахуючи палестинським прапором навколо поля. Після повернення до Багдаду їх зустріли як героїв і провели парад переможців, а Ізраїль був виключений з АФК через три роки. В результаті клуб додав дві зірки на свій логотип для вшанування цих двох досягнень.
Команда також є шестиразовим чемпіоном Прем'єр-ліги Іраку, вигравши останній титул у сезоні 2018/19 років, а також має численні рекорди Прем'єр-ліги, найбільшу кількість перемог поспіль в сезоні, найменше поразок у сезоні, найменше пропущених голів у сезоні, найбільша кількість матчів поспіль без поразок, найбільша кількість матчів поспіль із забитими голами і найбільша кількість сезонів, проведених у Прем'єр-лізі Іраку.

## Історія

### Ранні роки (1932—1962)
«Аш-Шурта» була заснована 14 листопада 1932 року і є третьою найстарішою існуючою командою в Іраку. Вони були засновані під назвою «Монтахаб Аш-Шурта». У перші роки склад команди формувався з поліцейських в Іраку, які були обрані для представлення іракської поліції у футбольних турнірах. Перші три турніри, в яких вони змагалися, були розіграшами Кубка Принца Газі 1932–33, 1933–34 та 1934–35, але жоден з них не змогли виграти.

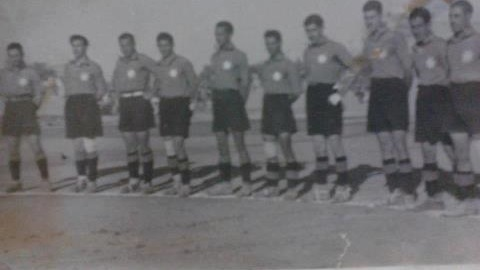
«Монтахаб Аш-Шурта» перед матчем у 1937 році.

Перший трофей команди був здобутий у 1938 році, коли «Монтахаб Аш-Шурта» виграв Кубок Таха аль-Хашимі після перемоги у фіналі над клубом «Аль-Кува Аль-Джавія» (1:0) завдяки голу Харбі Шабаа. Після цього «Монтахаб Аш-Шурта» знову переміг «Аль-Кува Аль-Джавію» через рік, цього разу 2:0, у фіналі Кубка «Аль-Кува Аль-Джавії». Того ж року «Монтахаб Аш-Шурта» розгромив «Іттіхад Аль-Карх» 5:1 у фіналі Олімпійського клубного кубка.

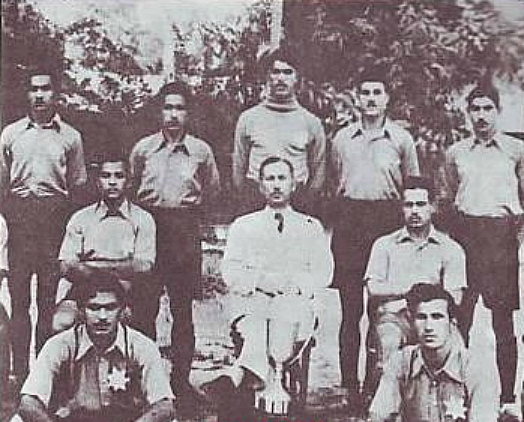
«Монтахаб Аш-Шурта» з кубком Таха Аль-Хашимі, який вони виграли в 1938 році.

«Монтахаб Аш-Шурта» продовжував брати участь у різних турнірах, поки Іракська футбольна асоціація не заснувала Центральну лігу Іраку в 1948 року, регіональний чемпіонат для команд у центральному Іраці (тобто навколо Багдаду). «Монтахаб Аш-Шурта» дійшов до фіналу турніру у сезоні 1957/58, але поступився «Аль-Кува Аль-Джавії», оскільки їм бракувало багатьох гравців, але федерація відмовилися перенести гру на іншу дату.
У 1960 році був заснований Поліцейський комітет ігор (пізніше відоме як Поліцейське управління ігор) для контролю над видами спорту в Іраку, і таким чином вони взяли під контроль спортивний клуб «Монтахаб Аш-Шурта». Вони також створили три афілійовані резервні команди: «Шурта Аль-Найда» в 1960 році, «Аліят Аш-Шурта» в 1961 році і «Кулія Аш-Шурта» в 1966 році, які грали в тій же системі ліг, що і головна команда.

### Внутрішнє та континентальне панування (1962—1982)
У сезоні 1962–63 під керівництвом Фахмі Аль-Каймакчі команда вперше завоювала титул переможця Центральної ліги Іраку. Після цього клуб було перейменовано в «Мадраса Аш-Шурта» (поліцейська школа), ім'я, яке вони раніше використовували з 1948 по 1949 і з 1950 по 1952 роки. Однак цей клуб, лише через два сезони після виграшу в лізі, у 1965 році зайняв останнє місце і вилетів з вищого дивізіону, після чого був розпущений. Натомість з резервних команд, «Аліят Аш-Шурта», яка перемогла в Іракському центральному третьому дивізіоні в 1962 році і виграла Іракський центральний другий дивізіон в 1963 році, перемігши в останній грі клуб «Омма» 2-0 зайняла місце «Мадраси Аш-Шурти» і таким чином стала головною командою клубу. Під керівництвом Мохаммеда Наджіба Кабана вони дійшли до фіналу Кубка центрального Іраку 1965 року. вони перемогли у товариському змаганні під назвою «Александрійський міжнародний літній турнір» в Александрії, Єгипет, 1967.

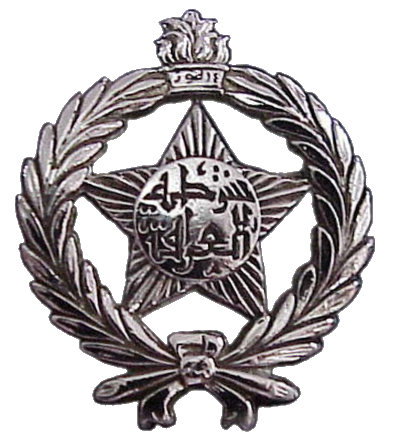
Логотип клубу «Аліят Аш-Шурта».

Наступні кілька років принесли великий успіх «Аліят Аш-Шурті», оскільки вони почали домінувати в іракському футболі. Вони стали другою командою, яка чотири рази поспіль здобула титул Центральної ліги, вигравши титули 1966–67, 1967–68, 1968–69 та 1969–70 років. Вони також вигравали Кубок Республік двічі поспіль у 1968 та 1969 роках. У цьому турнірі гравці із резервних команд («Кулія Аш-Шурта» та «Шурта Аль-Найда») часто брали участь поряд із гравцями основної команди, тому цю об'єднану команду називали «Монтахабом Аш-Шуртою», коли змагалися на цьому турнірі.
У 1971 році, «Аліят Аш-Шурта» брала участь у Азійському клубному чемпіонаті, що проходив у Бангкоку, граючи під назвою «Аш-Шурта». Вони виграли всі ігри на шляху до фіналу турніру, включаючи дві перемоги проти діючого володаря трофею іранського «Таджа», але відмовилися зіграти із ізраїльським клубом «Маккабі» в Тель-Авіві на знак протесту проти ізраїльської окупації Палестини, замість цього махаючи палестинським прапором навколо поля. Арабські ЗМІ їх вважають чемпіонами (зокрема газета Аль-Малааб наступного для вийшла із заголовком «Чемпіони Азії повертаються до Багдаду») та були привітані як герої після повернення в країну. Згодом Ізраїль був виключений з АФК, і їхні клуби зараз виступають у змаганнях УЄФА.
Того ж сезону вони посіли друге місце в Центральній лізі; вони були б чемпіонами в четвертий раз поспіль, якщо б вони перемогли «Аль-Сікак Аль-Хадід», проте через відсутність Абід Кадіма, який був травмований зі зламаною ногою, «Аліят Аш-Шурта» зіграла внічию 2:2 і трофей здобув «Маслахат Накіл Аль-Рукаб». «Аліят Аш-Шурта» повернувся свій титул у наступному сезоні, вигравши Центральну лігу в п'ятий раз в своїй історії (все ще під керівництвом Мухаммеда Наджіба Кабана), і зробив це, не програвши жодної гри. Вони також виграли Кубок начальника поліції в 1972 році, перемігши «Шурту Аль-Найду» 4:3 по пенальті у фіналі, основний час якого завершився внічию 0:0. В останніх двох розіграшах турніру (1972–73 та 1973–74) команда ставала другою, пропускаючи вперед клубом «Аль-Кува Аль-Джавія».
У 1974 році Іракська футбольна асоціація вирішила замінити іракську Центральну лігу і інші регіональні ліги в Басрі, Кіркуку і Мосулі на Іракську національну лігу, офіційну лігу для клубів з усього Іраку. Це також стало новим початком для клубів іракської поліції у футболі. «Аліят Аш-Шурта» об'єднався зі своїми резервними командами «Кулія Аш-Шурта» та «Шурта Аль-Найда», щоб утворити єдину «Аль-Шорту», яка стала спортивним клубом. Однак гравці старих трьох команд не залишилися в спортивному клубі, щоб змагатись за честь поліції у неофіційних турнірах, таких як Ліга збройних сил.
Це було через те, що Поліцейське управління ігор рішуче виступало проти нової системи ліг та злиття поліцейських команд, на знак протесту в Іракську національну лігу було відправлено слабку команду. Склад був набраний з невідомих, недосвідчених гравців-аматорів, і не дивно, що команда програла свою першу гру 3:0 проти « Аль-Мувасалата», після чого програла «Аль-Накілу» 11:0 у наступному матчі, що і досьогодні є найбільшою поразкою для будь-якого клубу в іракській Прем'єр-лізі. Це спричинило обурення серед прихильників «Аш-Шурти», і після переговорів було вирішено, що всі гравці «Аш-Шурти» будуть звільнені. Їх замінили гравці, які представляли «Кулію Аш-Шурту» та «Шурту Аль-Найду» в Лізі збройних сил. Клубу вдалося відійти від жахливого початку сезону і закінчити сезон на 5 місці. Наступний сезон для клубу розпочався з повернення гравців, які грали в Лізі збройних сил за «Аліят Аш-Шурту» в тому числі лідерів Абіда Кадіма і Дугласа Азіза, що дозволило команді покращити результати і цього разу зайняти третє місце.
«Аш-Шурта» виграла перший в історії розіграш чемпіонату арабської поліції 1976 року, перемігши «Аш-Шурту» (Сирія) та «Аш-Шурту» (Судан) на шляху до перемоги у змаганні. Вони повторили подвиг через два роки, вигравши чемпіонат арабської поліції вдруге, перемігши у фіналі «Аш-Шурту» (Кувейт) 2-0. У 1978 році «Аш-Шурта» вперше дійшла до фіналу Кубка Іраку, але вони були переможені «Аль-Тараяном» в серії пенальті у фіналі. Це була їх перша з п'яти поразок у фіналі Кубка Іраку.
У сезоні 1979–80 років легендарний гравець Дуглас Азіз закінчив ігрову кар'єру і став головним тренером клубу, в першому ж сезоні привівши його до свого першого титулу Національної ліги Іраку. «Аш-Шурта» була впевнена, що виграла лігу вдруге поспіль у сезоні 1980–81, коли закінчила турнір непереможеною з рівними очками та різницею голів разом з клубом «Ат-Талаба», але мала більше забитих голів (21 проти 19). Однак федерація вирішила змінити правила, щоб кількість перемог стала визначальним фактором, завдяки чому «Ат-Талаба», що мала 8 перемог, 1 нічию і 2 поразки, опинилась вище ніж «Аш-Шурта», яка мала 6 перемог і 5 нічиїх. Це правило ніколи раніше не застосовувалося і не буде використовуватись надалі, тому багато фанатів вважали це рішення корумпованим і несправедливим.
1982 року відбулось одне з найбільших досягнень в історії клубу. Очолювана Дугласом Азізом «Аш-Шурта» виграла перший в історії Кубок арабських чемпіонів, здолавши у фіналі «Аль-Неджмех» з Лівану, що з того часу зробила лише одна інша команда Іраку, «Ар-Рашид», який вигравав цей трофей тричі поспіль у 1985, 1986 і 1987 роках, втім 1990 року був розпущений, в результаті чого «Аш-Шурта» є єдиною нині існуючою командою Іраку, що здобувала міжнародний трофей.

### Погіршення результатів (1982—2005)
З 1980-х років «Аш-Шурта» втрачає статус гранда місцевого футболу і тривалий час не здобуває серйозних титулів. Хоча клуб і виграв чергове змагання за межами Іраку в 1983 році, коли здобув Кубок президента, перемігши у фіналі збірну Малайзії 2:0. Того ж року клуб переїхав на нову арену, коли будівництво нового стадіону «Аш-Шурта» було завершено. Клуб змінив ім'я на «Квават Аль-Емен Аль-Дахілі» (Внутрішні сили безпеки) на сезон 1983–84, після чого повернувся назву на «Аш-Шурту». У 1985 році команда втретє виграла чемпіонат арабської поліції, здолавши «Аш-Шурту» (Саудівська Аравія) 1:0 у фіналі, повторивши це досягнення і в 1988 році, ставши 4-разовим володарем трофею.
У 1990-х роках клуб програв два поспіль фінали Кубка Іраку в 1996 та 1997 року. Після закінчення сезону 1996/97 років на п'ятому місці мало хто очікував, що «Аш-Шурта» під керівництвом Абделіла Абдул-Хамеда виграє чемпіонат в наступному сезоні, чого вони не змогли зробити протягом 18 років, одна це відбулося. У п'ятницю 5 травня 1998 року в заключний день чемпіонату було три претенденти на титул; усі троє були з Багдаду. «Аль-Кува Аль-Джавія» була на вершині таблиці з 70 очками та різницею м'ячів +46. «Аш-Шурта» була на другому місці, також з 70 очками, але з різницею м'ячів +40, на шість менше ніж у лідера. «Аль-Завраа» перебувала на третьому місці з 69 очками та різницею м'ячів +48. При цьому лідер перегонів «Аль-Кува Аль-Джавія» проводила останній матч саме з іншим претендентом на титул клубом «Аль-Завраа», в той час як «Аш-Шурта» грала проти 10 команди чемпіонату «Аль-Кашафі». «Аль-Кува Аль-Джавія» зіграла внічию 1:1 з клубом «Аль-Завраа» і доля чемпіонства визначалась у паралельному матчі. На 21-й хвилині Хайдер Хамед забив за «Аль-Шорту» і наблизив її до чемпіонства. Однак «Аль-Сулайх» шокував усіх, коли Салім Ханджар та Мухаммед Алі Аббас забили по голу ще в першій половині і значно ускладнили можливості «Аш-Шурти» на завоювання другого в історії титулу Прем'єр-ліги Іраку. Залишилося лише шість хвилин основного часу, щоб забити два голи і на 84-й хвилині один м'яч вдалось відіграти. Але рахунок 2:2 все ще був недостатній для «Аш-Шурти» для здобуття чемпіонства. Незабаром паралельна гра вже завершилась з рахунком 1:1 і на їх стадіоні пролунали помилкові новини про те, що «Аш-Шурта» закінчила гру внічию 2:2 (це означало б, що «Аль-Кува Аль-Джавія» — чемпіони), коли насправді гра ще не закінчилася. В результаті гравці та персонал клубу «Аль-Кува Аль-Джавія» зібралися навколо центру поля, святкуючи виграш титул. Головний тренер клубу Аюб Одішо розпочав інтерв'ю, яке транслювалося в прямому ефірі на іракському телебаченні, і розповідав на камери, що він щасливий привести свою команду до титулу.
Втім вже у компенсований час «Аш-Шурта» отримала право на пробиття пенальті. Найкращий бомбардир ліги Махмуд Маджед виявився достатньо сміливим, щоб погодитись на вирішальний удар та реалізував один з найважливіших моментів у своїй кар'єрі. Незабаром після голу пролунав фінальний свисток, а «Аш-Шурта» стала чемпіоном Прем'єр-ліги Іраку вдруге за свою історію. Новина про те, що «Аш-Шурта» таки виграла гру та завоювала титул, прозвучала на стадіоні «Аль-Шааб», після якої вболівальники та гравці «Аль-Джавії» припинили святкувати, а тренер Аюб Одішо почув цю новину під час свого інтерв'ю перестав говорити. Ця трагедія на останніх секундах сталась з його командою рівно лише через тиждень після того, як на 97-й хвилині через гол від клубу «Аль-Завраа» вони програли фінал Кубка Іраку. «Аш-Шурта» же сенсаційно стала чемпіоном країни, при цьому забивши у кожному матчі ліги сезону. Втім у грі на Суперкубок Іраку проти «Аль-Завраа» теж нічого не змогли протиставити супернику і зазнали поразки 1:0. У цьому сезоні вони також досягли чвертьфіналу Кубка азійських Кубків.
Згодом «Аш-Шурта» дійшла до чвертьфіналу Азійського клубного чемпіонату 1999/00, а потім двічі поспіль у 2002 та 2003 роках програвала у фіналі Кубка Іраку, встановивши рекор за найбільшою кількістю участей у фіналі трофею без здобуття перемог. «Аш-Шурта» виграла ще два міжнародні змагання у 2002 році: чемпіонат арабської поліції та міжнародний чемпіонат Аль-Кудс, але найбільша радість цього періоду настала, коли «Аш-Шурта» стала першою командою, яка тричі поспіль виграла Кубок еліти Іраку. Перший виграш Кубка відбувся у 2000 році, коли «Аш-Шурта» перемогла клуб «Аль-Завраа» 1:0 через ближній гол від Амера Мушрафа. У наступному сезоні була здобути у фіналі перемога з тим же рахунком над «Аль-Талабою», а в третьому сезоні знову у вирішальному матчі була здолана «Аль-Талаба» 1:0.
У квітні 2003 року легендарний воротар Раад Хаммуді став президентом клубу і врятував його від банкрутства після війни. «Аш-Шурта» брала участь в розіграшах Арабської ліги чемпіонів 2003 року та Лізі чемпіонів АФК 2004 і 2005 років, але не змогла виграти бодай одну гру в будь-якому з трьох змагань.
В подальшому команда була середняком чемпіонату, поки у сезоні 2010–11 в «Аш-Шурта» не провела один із найгірших сезонів у їхній історії. У цьому сезоні вони під керівництвом легендарного нападника Юніса Абеда Алі зайняли 16 місце в лізі і лише завдяки Амджаду Калафу, який в останньому турі забив два голи у грі проти «Аль-Нафта» (2:0), клуб за різницею голів зумів зберегти прописку в еліті. У наступному сезоні, на відміну від попереднього, «Аш-Шурта» протягом більшої частини сезону була однією з найрезультативніших команд ліги і боролася за те, щоб фінішувати в трійці призерів та отримати право на кваліфікацію у міжнародні змагання, але завершення сезону із шести поразок в останніх семи матчах опустили клуб аж до сьомого місця. Посеред кампанії Аяд Буньян став президентом клубу, ставши людиною, як істотно змінила клуб в найближчі кілька років і допомогла їм закінчити восьмирічне очікування трофею і десятирічне очікування чемпіонського титулу.

### Повернення років слави (2012–)
Перед сезоном 2012–13 головним тренером був призначений Таїр Джассам і клуб відразу розпочав покращення у своїх показниках та результатах. «Аш-Шурта» виграла свій перший трофей за вісім років, коли перемогла «Аль-Завраа» 1-0 у фіналі Кубка Багдаду в 2013 році, і лише через два роки після того, як ледь уникнула вильоту, «Аш-Шурта» виграла свій третій в історії титул чемпіона Іраку. Незважаючи на те, що більшу частину сезону клуб був на вершині таблиці, титул не був забезпечений до останнього дня, коли «Аш-Шурта» розгромила «Аль-Талабу» 3-0 на стадіоні «Аль-Шааб».
У наступному сезоні «Аль-Шорта» вперше в своїй історії захистила титул чемпіона, а бразилець Лорівал Сантос став лише другим зарубіжним менеджером, який коли-небудь вигравав Прем'єр-лігу Іраку. Ці успіхи значною мірою полягали у впливі Аяда Буняна, який зміг залучити до клубу як професійних іноземних гравців, так і найкращих іракських гравців. Він не тільки допоміг клубу виграти трофеї, але й змінив логотип клубу, запропонував ідею для нового стадіону, який почали будувати. Аяд Буньян був замінений на посаді президента клубу Ер-Ріядом Абдул-Аббасом під час сезону 2014–15 років і в подальшому президенти часто змінювались. 
У 2017–2018 роках клуб очолював легендарний бразильський тренер Маркос Пакета, але серйозного успіху досягнути не зумів, на відміну від чорногорця Небойши Йововича, який з командою став чемпіоном у сезоні 2018-19 років, здобувши для клубу третій чемпіонський титул за сім сезонів.

## Досягнення

### Національні
Чемпіонат Іраку
- Чемпіон Іраку (7): 1979–80, 1997–98, 2012–13, 2018–19[42], 2021–22, 2022–23, 2023/24

Кубок Іраку
- Володар (1): 2024
- Фіналіст (5): 1978, 1996, 1997, 2002, 2003

Кубок еліти Іраку
- Володар (3): 2000, 2001, 2002

Суперкубок Іраку
- Володар (2): 2019, 2022

### Регіональні
- Переможець Іракської центральної ліги[en] (6): 1962–63, 1966–67, 1967–68, 1968–69, 1969–70, 1971–72
- Володар Кубка Багдаду[en] (1): 2013

### Міжнародні
- Володар Кубка арабських чемпіонів: 1981–82
- Фіналіст Азійського клубного чемпіонату: 1971